# Pinnaspis dysoxyli
Pinnaspis dysoxyli är en insektsart som först beskrevs av William Miles Maskell 1885.  Pinnaspis dysoxyli ingår i släktet Pinnaspis och familjen pansarsköldlöss. Inga underarter finns listade i Catalogue of Life.